# Autostop (Shade)
Autostop è un singolo del rapper italiano Shade, pubblicato il 16 giugno 2020.

## Video musicale
Il videoclip del brano è stato pubblicato il 23 giugno 2020 sul canale YouTube del rapper.

## Tracce
Testi di Vito Ventura, Eugenio Maimone, Fabio Pizzoli, Federico Mercuri, Giordano Cremona, Jaro, Leonardo Grillorri, musiche di Itaca, Jaro.
1. Autostop – 3:07

## Classifiche

### Classifiche settimanali
| Classifica (2020) | Posizione massima |
| ----------------- | ----------------- |
| Italia            | 13                |

### Classifiche di fine anno
| Classifica (2020) | Posizione |
| ----------------- | --------- |
| Italia            | 43        |